# إدي كينغ (منافس ألعاب قوى)
إدي كينغ هو منافس ألعاب قوى كندي، ولد في 18 سبتمبر 1911، وتوفي في 8 يونيو 1994.

## وصلات خارجية
- إدي كينغ على موقع أوليمبيديا (الإنجليزية)